# Línea 5 (EMT Valencia)

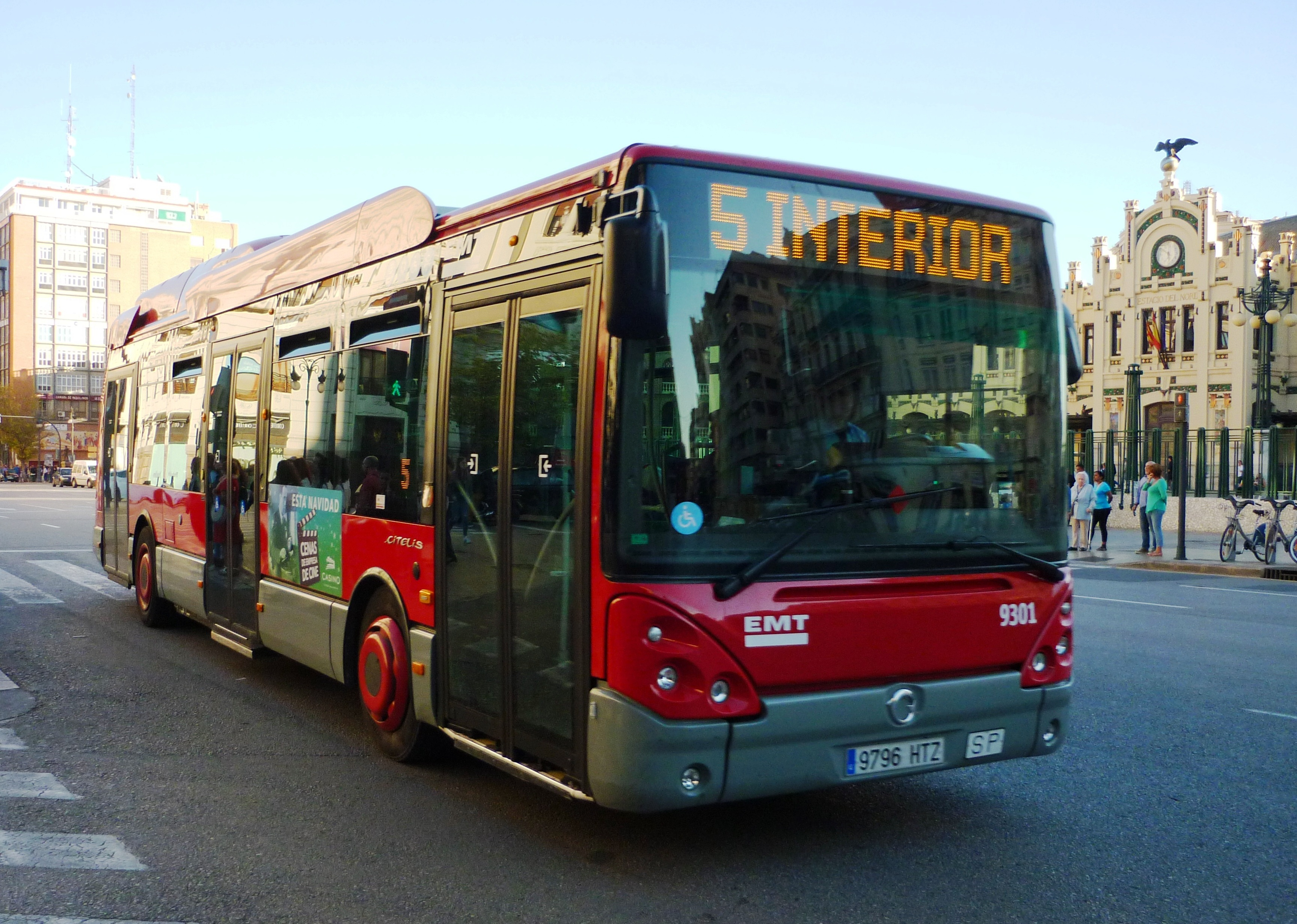
Fotografía de la línea 5 de la EMT en 2016.

La línea 5 de la EMT de Valencia fue una línea que realizaba el trayecto circular de la primera ronda de Valencia, la interior.

## Características
La línea 5 recorre las calles de Colón, Xàtiva, Guillem de Castro y Blanquerías. Tiene sentido único, por lo que no tiene recorrido inverso. Dicho recorrido inverso se suplía con la línea 5B, la cual dejó de prestar servicio al iniciarse las obras de la T2 de Metrovalencia, y dada la escasa demanda, tal y como reconoció el PP en 2013, esta línea no volverá a circular.

## Historia
Cambia los tranvías por trolebuses el 8 de octubre de 1969 (dos circuitos inversos), y por autobuses, en sentido actual, el 22 de mayo de 1976. Además, en el mes de febrero de 1976 se había eliminado un sentido de la línea, al quedar la ronda interior en dirección única. En mayo de 2005 es la primera línea de la EMT en conseguir la norma de calidad AENOR UNE EN 13816. El 4 de mayo de 2020 se suprime ya que la línea C1 la sustituye.